# Olimpiadi degli scacchi del 1969
Le Olimpiadi degli scacchi del 1969 furono la quarta ed ultima edizione esclusivamente femminile della competizione. Si svolsero a Lublino, in Polonia, dall'8 al 23 settembre.

## Torneo
Le nazioni partecipanti furono 15, con 43 giocatrici: ogni squadra poteva essere composta da un massimo di tre elementi, una delle quali fungeva di riserva. Il torneo si svolse come un unico girone all'italiana.

### Risultati assoluti
Il torneo fu vinto nettamente dall'Unione Sovietica || che vinse i match contro tutte le altre nazionali, escluso quello con l'Ungheria al nono turno. Le sovietiche si aggiudicarono anche tutte le medaglie d'oro individuali.
| Pos. | Squadra          | Scacchiere                 | Scacchiere                        | Scacchiere                        | Punti |
| Pos. | Squadra          | Prima                      | Seconda                           | Terza (riserva)                   | Punti |
| ---- | ---------------- | -------------------------- | --------------------------------- | --------------------------------- | ----- |
|      | Unione Sovietica | MIF Nona Gaprindashvili    | MIF Alla Kushnir                  | MIF Nana Alexandria               | 26    |
|      | Ungheria         | MIF Mária Ivánka           | Zsuzsa Veröci                     | Károlyné Honfi                    | 20,5  |
|      | Cecoslovacchia   | Štěpánka Vokřálová         | MIF Květa Eretová                 | Jana Malypetrova                  | 19    |
| 4    | Jugoslavia       | MIF Tereza Štadler         | MIF Henrijeta Konarkowska-Sokolov | MIF Katarina Jovanović-Blagojevic | 18,5  |
| 5    | Bulgaria         | MIF Venka Asenova          | Evelina Trojanska                 | Antonina Geogrieva                | 17,5  |
| 6    | Germania Est     | MIF Waltraud Nowarra       | MIF Edith Keller-Hermann          | Gabriele Just                     | 17    |
| 7    | Polonia          | MIF Krystyna Radzikowska   | MIF Miroslawa Litmanowicz         | Anna Jurczyńska                   | 16,5  |
| 8    | Romania          | MIF Elisabeta Polihroniade | MIF Gertrude Baumstark            | Suzana Makai                      | 16,5  |
| 9    | Paesi Bassi      | Ingrid Tuk                 | Hendrika Timmer                   | MIF Fenny Heemskerk               | 13    |
| 10   | Inghilterra      | Dinah Dobson               | Rowena Bruce                      |                                   | 12,5  |
| 11   | Germania Ovest   | MIF Ursula Wasnetzky       | Hannelore Jörger                  | Irmgard Kärner                    | 10    |
| 12   | Danimarca        | Merete Haahr               | MIF Ingrid Larsen                 | Johanne Nielsen                   | 10    |
| 13   | Austria          | Ingeborg Kattinger         | Maria Ager                        | Wilhelmine Samt                   | 6     |
| 14   | Belgio           | Caroline Vanderbeken       | Loeffler Louise-Jeanne            |                                   | 4,5   |
| 15   | Irlanda          | Mary Brannagan             | Aileen Noonan                     | Elizabeth O'Shaughnessy           | 2,5   |

### Risultati individuali
Furono assegnate medaglie alle giocatrici di ogni scacchiera con le tre migliori percentuali di punti per partita.
|                            | Giocatrice                        | Punti            | Partite          | %                |
| Prima scacchiera           | Prima scacchiera                  | Prima scacchiera | Prima scacchiera | Prima scacchiera |
| -------------------------- | --------------------------------- | ---------------- | ---------------- | ---------------- |
|                            | MIF Nona Gaprindashvili           | 9,5              | 10               | 95,0             |
|                            | Štěpánka Vokřálová                | 6,5              | 9                | 72,2             |
|                            | MIF Mária Ivánka                  | 8                | 12               | 66,7             |
| Seconda scacchiera         |                                   |                  |                  |                  |
|                            | MIF Alla Kushnir                  | 8,5              | 9                | 94,4             |
|                            | Zsuzsa Verőci                     | 10               | 12               | 83,3             |
|                            | MIF Henrijeta Konarkowska-Sokolov | 6,5              | 9                | 72,2             |
|                            | MIF Květa Eretová                 | 6,5              | 9                | 72,2             |
| Terza scacchiera (riserva) |                                   |                  |                  |                  |
|                            | Nana Alexandria                   | 8                | 9                | 88,9             |
|                            | Suzana Makai                      | 6,5              | 8                | 81,3             |
|                            | Antonina Georgieva                | 6,5              | 10               | 65,0             |

#### Medaglie individuali per nazione
| Nazione          |   |   |   | Totali |
| ---------------- | - | - | - | ------ |
| Unione Sovietica | 3 | 0 | 0 | 3      |
| Cecoslovacchia   | 0 | 1 | 1 | 2      |
| Ungheria         | 0 | 1 | 1 | 2      |
| Romania          | 0 | 1 | 0 | 1      |
| Jugoslavia       | 0 | 0 | 1 | 1      |
| Bulgaria         | 0 | 0 | 1 | 1      |